# Raubtier
Raubtier – szwedzka grupa wykonująca industrial metal z Haparandy powstała w 2007, pierwotnie pod nazwą Hunter/Killer. Nazwa została zaczerpnięta z niemieckiego tytułu filmu Predator (niem. Das Raubtier). Początkowo (jeszcze jako Hunter/Killer) zespół pisał teksty po angielsku – w internecie ukazały się wczesne wersje takich utworów jak „Dobermann”, „Götterdammerung”, „Lebensgefahr” oraz „Sick Fuck” (dziś znany jako „Apokalyps”) całkowicie po angielsku. Pomysł ten jednak zarzucono, gdyż według Pära Hulkoffa angielski nie był w stanie oddać ich prawdziwego sensu. 25 marca 2009 swoją premierę miał debiutancki album pod tytułem Det Finns Bara Krig. Ich pierwszy singel, „Kamphund”, okazał się hitem w szwedzkiej stacji radiowej Bandit Rock. Singlami z debiutanckiej płyty były także utwory  „Legoknekt” oraz „Achtung Panzer”, którego klip miał premierę razem z wydaniem pierwszej płyty.
9 kwietnia 2010 na falach radia Bandit Rock po raz pierwszy zabrzmiał utwór „Världsherravälde”. Singel „Världsherravälde” z nadchodzącego albumu wydano 19 kwietnia 2010 razem z klipem w reżyserii Bingo Riméra. Klip został umieszczony na stronie jednej z najpoczytniejszych gazet w Szwecji – Aftonbladet. Premierowe wykonanie utworu na żywo odbyło się 24 kwietnia 2010 w klubie Bandit All Ages. Album Skriet Från Vildmarken ukazał się 22 września 2010.
23 grudnia 2010 na oficjalnej stronie internetowej w ramach prezentu gwiazdkowego zespół umieścił piosenkę „K3” w hołdzie szwedzkim komandosom.
2 lutego 2010 swoją premierę ma klip do „En Hjältes Väg”, w którym główną rolę tytułowego bohatera gra Martin „E-Type” Eriksson.
9 stycznia 2012 zespół wydał singel „Låt Napalmen Regna”. Drugi singel pod tytułem „Sveriges Elit” miał swoją premierę 3 kwietnia 2012 w radiu Bandit Rock, a dzień później odbyła się premiera klipu. Trzeci album zatytułowany „Från Norrland Till Helvetets Port” trafił do sprzedaży 25 kwietnia 2012. Trzecim utworem promującym ostatni album Szwedów został „Besten I Mig”, który wydano 15 sierpnia 2012.
13 listopada 2013 debiutował singel „Qaqortoq” i po kilku dniach obecności na szwedzkiej liście iTunes osiągnął pierwsze miejsce. Kolejny singel – „Skjut, Gräv, Tig” miał premierę w fińskim radiu X3M 16 grudnia 2013. 27 stycznia zespół udostępnił trzeci singel, „Panzarmarsch” na stronie szwedzkiej gazety Aftonbladet. 29 stycznia na Spotify oficjalną premierę miał „Panzarmarsch” oraz „Innan Löven Faller”. Album Pansargryning został wydany 5 lutego 2014. 27 czerwca podczas koncertu na festiwalu Bråvalla zespół odebrał złotą płytę za singel „Låt Napalmen Regna”. 28 listopada 2014 zespół wydał kompilację „Bestia Borealis, zawierającą po trzy utwory z każdego dotychczas wydanego albumu. Bestia Borealis jest pierwszym wydawnictwem zespołu w Europie.
18 czerwca 2015 singel „Världsherravälde” osiągnął status złotej płyty. Zespół ogłosił również, że trwają pracę nad kolejnym albumem.
31 sierpnia 2015 odbyła się premiera singla „Den Sista Kulan” („Ostatni Nabój”). 4 grudnia 2015 ukazał się singiel „Bothniablod” („Botnicka Krew”). 29 stycznia 2016 na szwedzkiej stronie RockNytt.net, traktującej o muzyce rockowej, pojawia się trzeci singiel z kolejnej płyty – „Brännmärkt” („Naznaczony”).
19 lutego 2016 ukazał się piąty album zespołu pod tytułem „Bärsärkagång” („Szał Berserkera”)

## Muzycy
Obecny skład zespołu
- Pär Hulkoff - śpiew, gitara, instrumenty klawiszowe
- Jonas Kjellgren - gitara basowa
- Mattias „Buffeln” Lind - perkusja

Byli członkowie
- Waylon - gitara basowa
- Hussni Mörsare - gitara basowa
- Thorbjörn Englund - gitara basowa
- Gustaf Jorde - gitara basowa

## Dyskografia

### Albumy
| Rok  | Tytuł                             | Pozycja na liście |
| Rok  | Tytuł                             | SWE               |
| ---- | --------------------------------- | ----------------- |
| 2009 | Det finns bara krig               | 17                |
| 2010 | Skriet från Vildmarken            | 14                |
| 2012 | Från Norrland till Helvetets Port | 4                 |
| 2014 | Pansargryning                     | 5                 |
| 2016 | Bärsärkagång                      | 3                 |
| 2019 | Överlevare                        | 10                |